# Justin Edinburgh
Justin Charles Edinburgh (Basildon, 1969. december 18. – 2019. június 8.) angol labdarúgó, edző.

## Pályafutása

### Játékosként
Edinburgh pályafutását a Southend Unitedben kezdte, ahol 1988 augusztusában mutatkozott be a felnőttek között. 1990-ben feljutáshoz segítette az akkor negyedosztályú csapatot. Negyvenhét tétmérkőzésen egy gólt szerzett a klubban.
1990 januárjában 150 000 fontért lett a Tottenham Hotspur játékosa, amely először kölcsönben, majd 1990 júliusában végleg szerződtette a védőt. 1990. november 10-én debütált új csapatában egy Wimbledon elleni mérkőzésen, amelyet a Tottenham 4–2-re megnyert. Az 1990-es évek nagy részében a londoni klubban játszott, 1991-ben FA-kupát, 1999-ben Ligakupát nyert a csapattal. A döntőben kiállították a 63. percben miután összeszólalkozott Robbie Savage-dzsel, és megpróbálta megütni ellenfelét. Összesen 213 bajnoki mérkőzést játszott a Tottenhamben, egy gólt szerzett.
2000 márciusában elhagyta Londont és a Portsmouth játékosa lett, 175 000 fontért. Összesen 34 alkalommal lépett pályára a csapatban bajnoki találkozón, de a másodosztályú bajnoki címet elnyerő 2002–2003-as csapatban egyszer sem jutott szóhoz. 
2003 júliusában csatlakozott a Billericay Town-hoz, mint játékos-menedzser.

## Magánélete
Nős volt, feleségével, Kerrivel két gyermekük született. A Toni & Guy fodrászszalon társtulajdonosaként üzleti érdekeltsége is volt. 2019. június 3-án szívrohamot kapott, öt nappal később hunyt el, 49 éves korában.

## Statisztikája vezetőedzőként
|                    |                    |                     |                       |                       |                       |                       |                       |        |
| Csapat             | -tól               | -ig                 | Eredményességi mutató | Eredményességi mutató | Eredményességi mutató | Eredményességi mutató | Eredményességi mutató | Forrás |
| Csapat             | -tól               | -ig                 | M                     | Gy                    | D                     | V                     | %                     | Forrás |
| Grays Athletic     | 2007. január 5.    | 2008. február 20.   | 63                    | 24                    | 13                    | 26                    | 38,1                  | [ 11 ] |
| Rushden & Diamonds | 2009. február 10.  | 2011. július 7.     | 116                   | 48                    | 34                    | 34                    | 41,4                  | [ 12 ] |
| Newport County     | 2011. október 4.   | 2015. február 7.    | 181                   | 75                    | 46                    | 60                    | 41,4                  |        |
| Gillingham         | 2015. február 7.   | 2017. január 3.     | 101                   | 39                    | 26                    | 36                    | 38,6                  | [ 13 ] |
| Northampton Town   | 2017. január 16.   | 2017. augusztus 31. | 25                    | 6                     | 6                     | 13                    | 24,0                  | [ 14 ] |
| Leyton Orient      | 2017. november 29. | 2019. június 8.     | 82                    | 45                    | 21                    | 16                    | 54,9                  | [ 15 ] |

## Sikerei, díjai

### Játékosként
Tottenham Hotspur
- FA-kupa-győztes: 1990–91[16]
- Ligakupa-győztes: 1998–99[17]

### Edzőként
Newport County
- FA Trophy-döntős: 2011–12
- Conference Premier play-off: 2013[18]

Leyton Orient
- National League: 2018–19
- FA Trophy-döntős: 2018–19

### Egyéni elismerései
- Conference Premier/National League, A hónap menedzsere: 2013 április/május,[19] 2018 november,[20] 2019 március[21]